# Secret Number
Secret Number (кор. 시크릿넘버; яп. シークレットナンバー; стилизуется как SECRET NUMBER) — южнокорейская гёрл-группа, сформированная в 2020 году компанией Vine Entertainment. Дебют состоялся 19 мая 2020 года с сингловым-альбомом Who Dis?, в составе из пяти участниц: Леи, Диты, Джинни, Судам и Дэнис. Минджи и Зу присоединились к группе в октябре 2021 года. Дэнис покинула группу 5 февраля 2022 года.

## Название
По словам группы, их название означает, что «У каждого есть секретный номер (для пароля или PIN-кода), который обычно является днем рождения, годовщиной или каким-либо другим специальным номером, мы хотим, чтобы такое особое значение было открыто. Наш логотип выполнен в виде поля для пароля с пятью звездочками, представляющими нас пятерых».

## История

### Пре-дебют
Леа ранее была участницей южнокорейской женской группы Skarf в период с 2011 по 2014 года под сценическим псевдонимом Хана. Позже она участвовала в Mix Nine под своим именем Огава Мидзуки в 2017 году, где заняла 109-е место.
Джинни ранее была стажеркой в YG Entertainment в период с 2013 по 2017 года. Позже она участвовала в Produce 48, где заняла 69-е место.
Минджи ранее участвовала в программе выживания Produce 101, но выбыла в 5 эпизоде, и, как и Джинни, Минджи также участвовала в Produce 48 и заняла 53 место.
Судам была участницей традиционной танцевальной группы Маленькие ангелы, детского народного балета Кореи.
Дэнис ранее участвовала в конкурсе корейского реалити-шоу под названием K-pop Star 5 и участницей подразделения Mazinga, затем в мае 2016 года Денис стала стажеркой YG Entertainment и ушла в 2018 году.

### 2020–2021: Дебют сWho Dis?,Got That Boom,Fire Saturdayи изменения состава

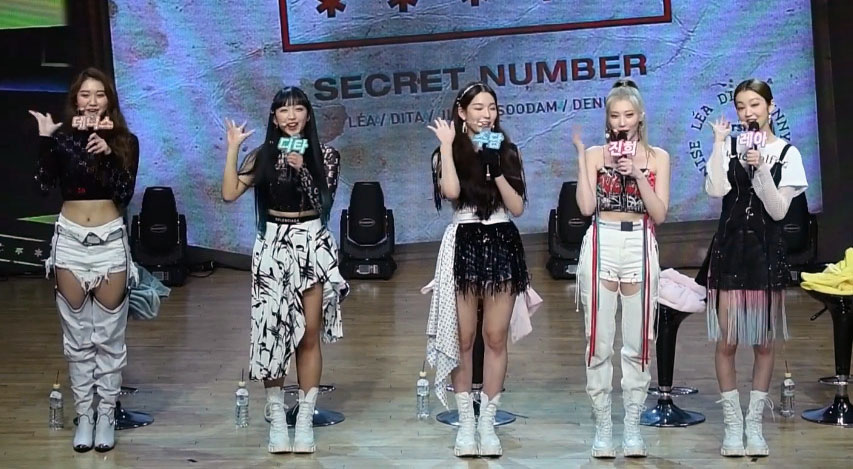
Secret Number на дебютном шоукейсе, 19 мая 2020 года.

17 декабря 2019 года Vine Entertainment анонсировали дебют своей новой гёрл группы. Подтверждая, что у них есть 100 дней до их дебюта 26 марта 2020 года. 12 марта 2020 года Vine Entertainment объявили, что дебют группы первоначально планировался на 26 марта, однако был отложен из-за пандемии COVID-19.
29 апреля агентство раскрыло название новой группы как «Secret Number» и открыли аккаунты группы в социальных сетях. 6 мая в статье Naver было объявлено, что группа официально дебютирует 19 мая с сингловым-альбомом Who Dis?.
Участницы были официально представлены индивидуально с 11 по 14 мая (по порядку: Джинни, Леа, Судам, Дита и Денис). Они официально дебютировали 19 мая с сингловым альбомом состоящий из двух треков, ведущего сингла «Who Dis?» и «Holiday». Группа дебютировала в эфире музыкального шоу Music Bank на канале KBS2 22 мая, где они исполнили свой ведущий сингл. 23 мая было объявлено, что музыкальное видео «Who Dis?» имеет более 5 миллионов просмотров.
22 октября агентство объявило, что 4 ноября группа вернется со своим вторым синглом. 4 ноября Secret Number выпустили второй сингловой-альбом Got That Boom с одноименным ведущим синглом.
Коммерческий успех Secret Number за первые пять месяцев принес им несколько наград новичков на крупных музыкальных шоу по итогам года в Корее, включая награды Asia Artist Awards, APAN Music Awards, Asian Pop Music Awards, и десять наград на Asia Global Top Ten. Кроме того, Billboard назвал их одной из самых феноменальных групп, назвав их как «Лучшие новички K-pop 2020 года».
8 января 2021 года было объявлено, что фандом группы называется «Lockey», что означает «Название объединяет в себе слова «замок» и «ключ», и означает «людей, открывающих скрытое очарование Secret Number».
30 сентября Vine Entertainment объявили через свой аккаунт в Instagram, что Денис не будет участвовать в предстоящем промо третьего синглового-альбома группы из-за вопросов, связанных с переговорами по контракту.
8 октября Vine Entertainment объявила, что Secret Number выпустят свой третий сингловой-альбом Fire Saturday 27 октября. 16 октября Зу была представлена в качестве новой участницы Secret Number. 18 октября была представлена Минджи.

### 2022—н.в: Уход Дэнис,Doomchita,Tapи японский дебют

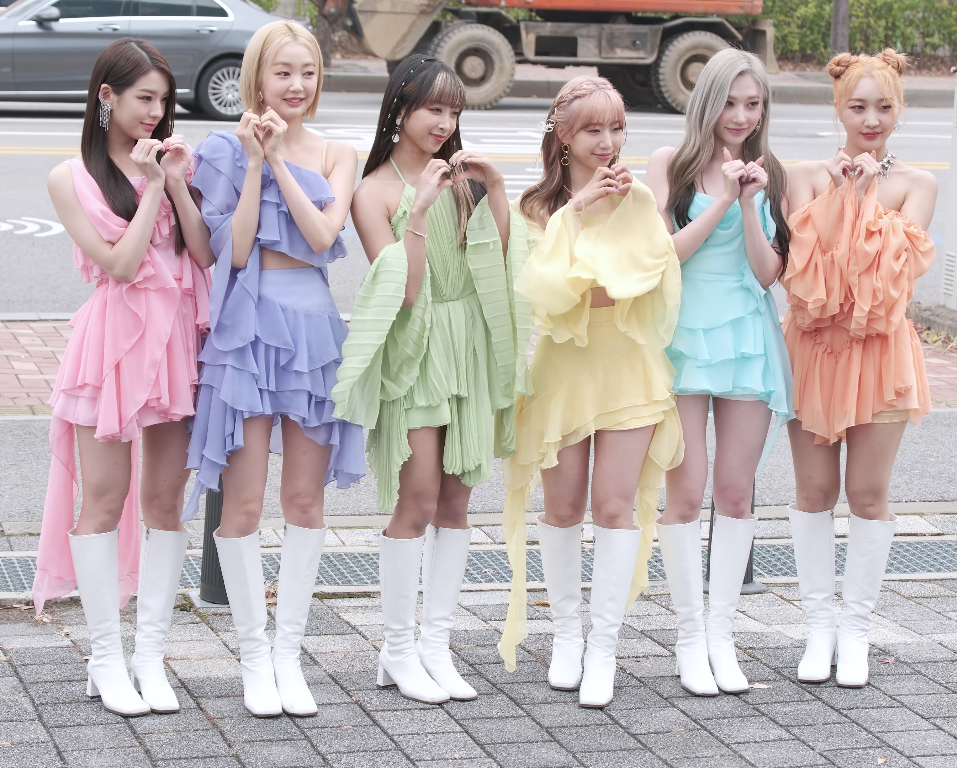
Группа на фан-митинге, 22 ноября 2022 года.

5 февраля 2022 года Денис объявила о своем уходе из группы и Vine Entertainment в своем аккаунте в Instagram.
12 мая Vine Entertainment объявили о возвращении группы с четвёртм сингловым-альбомом Doomchita который был выпущен 8 июня.
16 ноября группа выпустили пятый сингловой-альбом  Tap.
5 августа Secret Number заключили эксклюзивное соглашение о сотрудничестве с компанией SP & Co., Ltd. для продвижения и распространения музыки в Японии.
3 марта 2023 года Secret Number выпустили свой японский дебютный сингл «Like It Like It» в цифровом формате. Также было объявлено, что одноимённый мини-альбом, содержащий шесть треков, включая японский дебютный сингл, будет выпущен 5 апреля.
24 мая группа выпустила пятый сингловой-альбом Doxa, с одноимённым ведущим синглом.

## Состав
| Сценический псевдоним | Сценический псевдоним | Настоящее имя      | Настоящее имя    | Дата рождения | Позиция в группе                                  |
| Основной              | Другой                | На русском         | Хангыль/Японский | Дата рождения | Позиция в группе                                  |
| --------------------- | --------------------- | ------------------ | ---------------- | ------------- | ------------------------------------------------- |
| Леа                   | Léa                   | Огава Мидзуки      | 小川 美月        | 12.08.1995    | Вокалистка                                        |
| Дита                  | Dita                  | Писпа Адития Каран | 아디트 야카랑    | 25.12.1996    | Главный танцор, ведущая вокалистка, рэпер         |
| Джинни                | Jinny                 | Пак Джинни         | 박진희           | 20.01.1998    | Главный рэпер, ведущий танцор, вокалистка         |
| Минджи                | Minji                 | Пак Мин Джи        | 박민지           | 31.03.1999    | Главная вокалистка                                |
| Судам                 | Soodam                | Ли Су Дам          | 이수담           | 09.11.1999    | Ведущий танцор, ведущая вокалистка, центр, вижуал |
| Зу                    | Zuu                   | Джи Ён Джу         | 지영주           | 24.03.2000    | Ведущий танцор, ведущая вокалистка, макнэ         |

### Бывшие участницы
| Сценический псевдоним | Сценический псевдоним | Настоящее имя | Настоящее имя | Дата рождения | Позиция в группе          |
| Основной              | Другой                | На русском    | Хангыль       | Дата рождения | Позиция в группе          |
| --------------------- | --------------------- | ------------- | ------------- | ------------- | ------------------------- |
| Дэнис                 | Denise                | Ким Дэнис     | 김데니스      | 11.01.2001    | Главная вокалистка, макнэ |

## Дискография

### Японские

#### Мини-альбомы
- Like It Like It (2023)

## Фильмография

### Веб-шоу
- Road To Max (2022)

## Концерты

### Онлайн концерты
- Super Mini Concert (2020)[33]

### Участие в концертах
- Asia Song Festival Gyeongju (2020)[34]
- KCON Saudi Arabia (2022)[35][36]